# La crisi
La crisi (títol original: La Crise) és una pel·lícula franco-italiana dirigida per Coline Serreau, estrenada l'any 1992. Ha estat doblada al català.

## Argument
Victor és un conseller jurídic que el mateix dia es troba acomiadat i abandonat per la seva dona. Quan s'adona que els seus amics i la seva família fan poc de cas de les seves desventures, la seva moral comença a flaquejar, sobretot quan tot el seu entorn i la seva família es debat en desenganys conjugals. L'única persona que vol escoltar-lo, mort d'avorriment, és Michou, un SDF no molt astut i una mica pesat.

## Repartiment
- Vincent Lindon: Victor
- Patrick Timsit: Michou
- Zabou Breitman: Isabelle
- Maria Pacôme: La mare de Victor
- Yves Robert: El pare de Victor
- Annick Alane: Mamie
- Gilles Privat: Laurent
- Michèle Laroque: Martine
- Christian Benedetti: Paul
- Jacques Frantz: Senyor Borin
- Nicole Jamet: Madame Borin
- Nanou Garcia: Sophie
- Clotilde Mollet: Tania
- Isabelle Petit-Jacques: Françoise
- Didier Flamand: Senyor La Ville
- Marie-France Santon: Madame La Ville
- Penèlope Schellenberg: Sarah La Ville
- Laurent Gamelon: Didier
- Franck-Olivier Capell: Bébert
- Mohamed Ammouche: Mohamed
- Catherine Wilkening: Marie
- Nicolas Serreau: Pierre
- Valérie Alane: Thérèse
- Tristan Calvez: Sylvain

## Crítica
- "Comèdia costumista rodada amb poca imaginació, però amb alguns moments graciosos"[3]

## Premis i nominacions

### Premis
- César 1993: César al millor guió original o adaptació - Coline Serreau
- Festival del film de Gramado 1993: Kikitos al millor muntatge - Catherine Renault
- Festival del film de Peníscola 1994: Millor film - Coline Serreau

### Nominacions
- César 1993 :
  - César a la millor pel·lícula
  - César al millor actor - Vincent Lindon
  - César al millor actor secundari - Patrick Timsit
  - César a la millor actriu secundària - Zabou Breitman
  - César a la millor actriu secundària - Michèle Laroque
  - César a la millor actriu secundària - Maria Pacôme
- Festival del film de Gramado 1993: Kikitos al millor film llatí - Coline Serreau